# Рич, Шэрон
Шэрон Рич (англ. Sharon Rich, род. 11 июня 1953, Лос-Анджелес, Калифорния) — американская писательница и историк кино, наиболее известна благодаря биографии Sweethearts о певице и актрисе 1930-х годов Джанет Макдональд и певце Нельсоне Эдди.

## Карьера
Она много лет дружила со старшей сестрой Джанет Макдональд, актрисой Блоссом Рок (она же Мари Блейк). Помимо интервью с сотнями людей, Рич имела доступ ко многим коллекциям личных писем, личным запискам Эдди, дневниковым записям, файлам ФБР и неопубликованной автобиографии Макдональд (которую Рич позже аннотировала в 2004 году). В качестве дополнения к Sweethearts Рич написала несколько книг, отредактировала и написала более семидесяти журнальных статей.
Она также является президентом крупнейшего фан-клуба Джанет Макдональд/Нельсона Эдди в Соединённых Штатах, Клуба дружбы Макдональд/Эдди, который она помогла создать в конце 1970-х. Рич стала дамой Мальты в 1995 году за вклад в историю и литературу. В 1995 году она поехала в Вашингтон, округ Колумбия, чтобы подать прошение о размещении изображения Макдональд и Эдди на почтовых марках. Её сопровождало около 20 фанатов, и она собрала 20 000 подписей для кампании.

## Работы
Первая книга Рич «Джанет Макдональд: иллюстрированная история» (1974) была опубликована, когда ей было двадцать лет. Рич хотела написать книгу, потому что чувствовала, что в мире осталось «очень мало айдолов».
«Sweethearts» были опубликованы в твёрдом переплете в 1994 году и были избраны Клубом развлекательной книги (англ. Entertainment Book Club). Вечеринка в честь выпуска книги прошла в Американском институте кино в Вашингтоне, округ Колумбия, где Рич была приглашённым докладчиком. Рич потратила двадцать лет на проработку книги. Книга была переработана и дополнена в 2014 году.

## Книги
- Sweethearts: The Timeless Love Affair Onscreen and Off Between Jeanette MacDonald and Nelson Eddy, обновлённое издание, посвящённое 20-летию (2014)
- The Rosary by Florence L. Barclay, новое введение Шэрон Рич, комментарии Макдональд и Эдди (2005)
- Jeanette MacDonald Autobiography: The Lost Manuscript (2004)
- Jeanette MacDonald: The Irving Stone Letters (2002)
- Nelson Eddy: The Opera Years (2001)
- Jeanette MacDonald and Nelson Eddy: Interactive CD-ROM Biography (2000)
- Sweethearts: The Timeless Love Affair Onscreen and Off Between Jeanette MacDonald and Nelson Eddy (1994)
- Farewell to Dreams (соавтор) (1978)
- Jeanette MacDonald: A Pictorial Treasury (1973)

## Журналы
- Mac/Eddy Today, редактор и автор, на 2017 год опубликовано 76 номеров.